# Macroclinium paniculatum
Macroclinium paniculatum är en orkidéart som först beskrevs av Oakes Ames och Charles Schweinfurth, och fick sitt nu gällande namn av Dodson. Macroclinium paniculatum ingår i släktet Macroclinium och familjen orkidéer. Inga underarter finns listade i Catalogue of Life.